# Vocabolario italiano di base
Der Vocabolario di base (oft mit VdB abgekürzt) ist die Menge der wichtigsten Wörter für die Kommunikation in der italienischen Sprache.
Die Liste der Wörter, die den Grundwortschatz bilden, wurde von Tullio De Mauro und seinen Mitarbeitern definiert und 1980 erstmals veröffentlicht. Eine aktualisierte Version wurde 2016 veröffentlicht.

## Grundwortschatz
Die Liste der Wörter, die den Vocabolario di base bilden, wurde 1980 von Tullio De Mauro als Anhang zur ersten Ausgabe des Guida all’uso delle parole veröffentlicht.
Der Wortschatz ist in verschiedene Gruppen unterteilt:
- Grundwortschatz: ungefähr 2000 Begriffe, die jeder kennt, versteht und verwendet, der seit seiner Kindheit eine Sprache spricht, und die ungefähr 90 % aller Texte auf Italienisch ausmachen. 79 % der italienischen Bevölkerung verwenden den Grundwortschatz, also den Wortschatz, den alle kennen, die zumindest über Grundkenntnisse der italienischen Sprache verfügen.[2]
- Hochfrequenzwortschatz: ca. 2750 sehr häufig verwendete Begriffe, die nicht im Kernwortschatz enthalten sind.
- Hochverfügbarer Wortschatz: ca. 2300 alltägliche Begriffe, die zwar bekannt sind, aber selten gesagt oder geschrieben werden.

Die Einteilung der Wörter in die drei beschriebenen Gruppen erfolgte durch eine Kombination aus Computertools und Interviews mit Informanten. Ausgangspunkt war der Lessico di frequenza della lingua italiana contemporanea (Lif), der 1970 von IBM in Pisa auf der Grundlage von Beispielen der italienischen Schriftsprache veröffentlicht wurde und 500.000 Wortvorkommen enthielt: Daraus wurden die 5.000 häufigsten Wörter ermittelt. Diese 5.000 Wörter wurden dann einer Stichprobe von Mittelschülern und Erwachsenen vorgelegt, deren höchster Bildungsabschluss ein Mittelschulabschluss war. Dabei wurden die Wörter verworfen, die von mindestens der Hälfte der Stichprobe nicht verstanden wurden. Dadurch wurde die Liste auf 4.750 Wörter eingegrenzt: Die 2.000 häufigsten wurden als „Kernvokabular“ betrachtet und der Rest als „häufig verwendetes Vokabular“.
Ausgehend vom Vocabolario di Base (VdB) stellte De Mauro die Utet-Paravia-Vokabulare der 1990er und 2000er Jahre zusammen, darunter das Dizionario Avanzato dell’italiano Corrente (DAIC), das Grande Dizionario Italiano dell’uso (250.000 Einträge), das De Mauro Monovolume (150.000 Einträge) und das Dizionario di Base (15.000 Einträge).

## Der neue Grundwortschatz
Im Jahr 2016 veröffentlichten Tullio De Mauro und Isabella Chiari in Zusammenarbeit mit Francesca Ferrucci eine aktualisierte Version des Vocabolario di base, um den Veränderungen der italienischen Sprache seit 1980 Rechnung zu tragen. Die aktualisierte Version mit dem Titel Nuovo vocabolario di base della lingua italiana (abgekürzt NVdB) wurde auf der Website der Zeitschrift Internazionale veröffentlicht.
Der Bedarf an einem neuen Grundwortschatz entstand für De Mauro aus der Idee, dass die tiefgreifenden Veränderungen in der italienischen Gesellschaft zwischen den 1970er und 2010er Jahren erhebliche Spuren im Bestand der am häufigsten verwendeten und am leichtesten verfügbaren Wörter hinterlassen haben mussten. So waren in den 1970er Jahren 23 % der Bevölkerung über 14 Jahre alt und verfügten über einen mittleren Schulabschluss, im Jahr 2016 waren es 64 %.
Der neue Grundwortschatz weist eine ganze Reihe von Änderungen auf, die auch durch automatische Textanalysetechnologien bestätigt werden, die es vor einigen Jahrzehnten noch nicht gab. Der NVdB basiert auf der elektronischen Analyse von Texten mit einer Gesamtlänge von 18.843.459 Vorkommen, die in sechs Kategorien von etwa gleicher Länge gruppiert sind: Presse (Tages- und Wochenzeitungen), Essays (populäre Aufsätze, Schul- und Universitätstexte und Handbücher), literarische Texte (Belletristik, Lyrik), Unterhaltung (Drehbücher, Theater), computervermittelte Kommunikation (Chat) und Sprachaufzeichnungen. Die NVdB-Wortliste umfasst die etwa zweitausend Kernwörter (in Fettdruck), die etwa dreitausend häufig verwendeten Wörter (in Magerdruck) und die leicht verfügbaren Wörter (in leichter Kursivschrift). Die letztgenannten, etwa 2.500, wurden aus der Liste der 2.300 leicht verfügbaren Wörter des alten VdB gewonnen und Gruppen von Universitätsstudenten vorgelegt, um die Wörter zu eliminieren, die als nicht mehr nützlich angesehen wurden, und stattdessen neue Wörter aufzunehmen, die als leicht verfügbar angesehen wurden.